# Soaked in Bleach
Pour plus de détails, voir Fiche technique et Distribution.
Soaked in Bleach est un film biographique américain réalisé par Benjamin Statler. Il retrace les détails de la mort controversée du chanteur Kurt Cobain, du point de vue de Tom Grant. Il explore également la théorie qui explique que la mort de Cobain n'était pas un suicide. En plus de la dramatisation de la mort de Cobain, le film inclura des images documentaires ainsi que des interviews de personnes associées à l'affaire, y compris l'avocat de Cobain, Rosemary Carroll, Norm Stamper et Cyril Wecht.

## Synopsis
Le film propose un regard sur la mort de Kurt Cobain (interprété par Tyler Bryan), le chanteur du groupe Nirvana, comme on le voit à travers le point de vue de Tom Grant (interprété par Daniel Roebuck), le détective privé engagé par Courtney Love, la veuve de Cobain.

## Fiche technique
- Titre : Soaked in Bleach
- Titre québécois :
- Réalisation : Benjamin Statler
- Scénario : Donnie Echar, Richard Middleton, Benjamin Statler
- Histoires Originales :
- Décors : David A. Koneff
- Costumes : Bonny Stauch
- Photographie : Ben Kutchins
- Montage : Javier Alvarez, David Moritz
- Production : Donnie Echar, Richard Middleton, Benjamin Statler
- Sociétés de production : Suburban Hitchhiker, Daredevil Films
- Pays de production :  États-Unis
- Langue originale : anglais
- Genre : Film biographique, drame
- Date de sortie : 2015

## Distribution
- Daniel Roebuck : Tom Grant
- Sarah Scott : Courtney Love
- August Emerson : Dylan Carlson
- Tyler Bryan : Kurt Cobain
- Christian J. Meoli : Officier Levinowski
- Julie Lancaster : Rosemary Carroll
- Kurt Cobain : lui-même (images d'archives)
- Sophia Markov et Victoria Markov : Frances Bean Cobain
- Kurt Loder : lui-même (images d'archives)
- Jerry Hauck : Sergent Donald Cameron
- Jeff Denton : Officier de police
- Pat Asanti : Sergent Kirkland
- David Daskal : Gibby Haynes
- Tor Brown : Duff McKagen
- Mandy Henderson : Jennifer Shank
- Kale Clauson : Eric Erlandson
- Alyssa Suede : Kat
- Aleksey Solodov : Le reporter
- Steven Ellison : Ben Klugman
- Cyril H. Wecht : lui-même
- Aaron Burckhard : lui-même
- Jonathan Grout : Cali
- Tom Grant : lui-même
- Ryan Aigner : lui-même
- Rodney Smtih : John Fisk
- Vincent Di Maio : lui-même
- Amy Pineda : Nanny
- Norm Stamper : lui-même
- Ben Berg : lui-même
- Brett Ball : lui-même
- Heidi Harralson : elle-même
- Lamont Schellenger : lui-même
- Vernon Geberth : lui-même
- John Ball : lui-même
- Carol E. Chaksi : elle-même
- John Fisk : lui-même
- Ian Mcintyre (en) : lui-même
- Mitch Holmquist : lui-même